# Weierstraß-Institut für Angewandte Analysis und Stochastik
Das Weierstraß-Institut für Angewandte Analysis und Stochastik (WIAS) ist eine Forschungseinrichtung, die unter der Trägerschaft des Forschungsverbundes Berlin steht und Mitglied der Wissenschaftsgemeinschaft Gottfried Wilhelm Leibniz (WGL) ist. Das Institut hat seinen Sitz in Berlin-Mitte, seine Forschungsaktivitäten sind dem Gebiet Angewandte Mathematik sowie der mathematischen Grundlagenforschung zuzuordnen.
Seit Februar 2011 hat die Internationale Mathematische Union (IMU) ihr Sekretariat, und damit auch ihren Sitz, am WIAS.

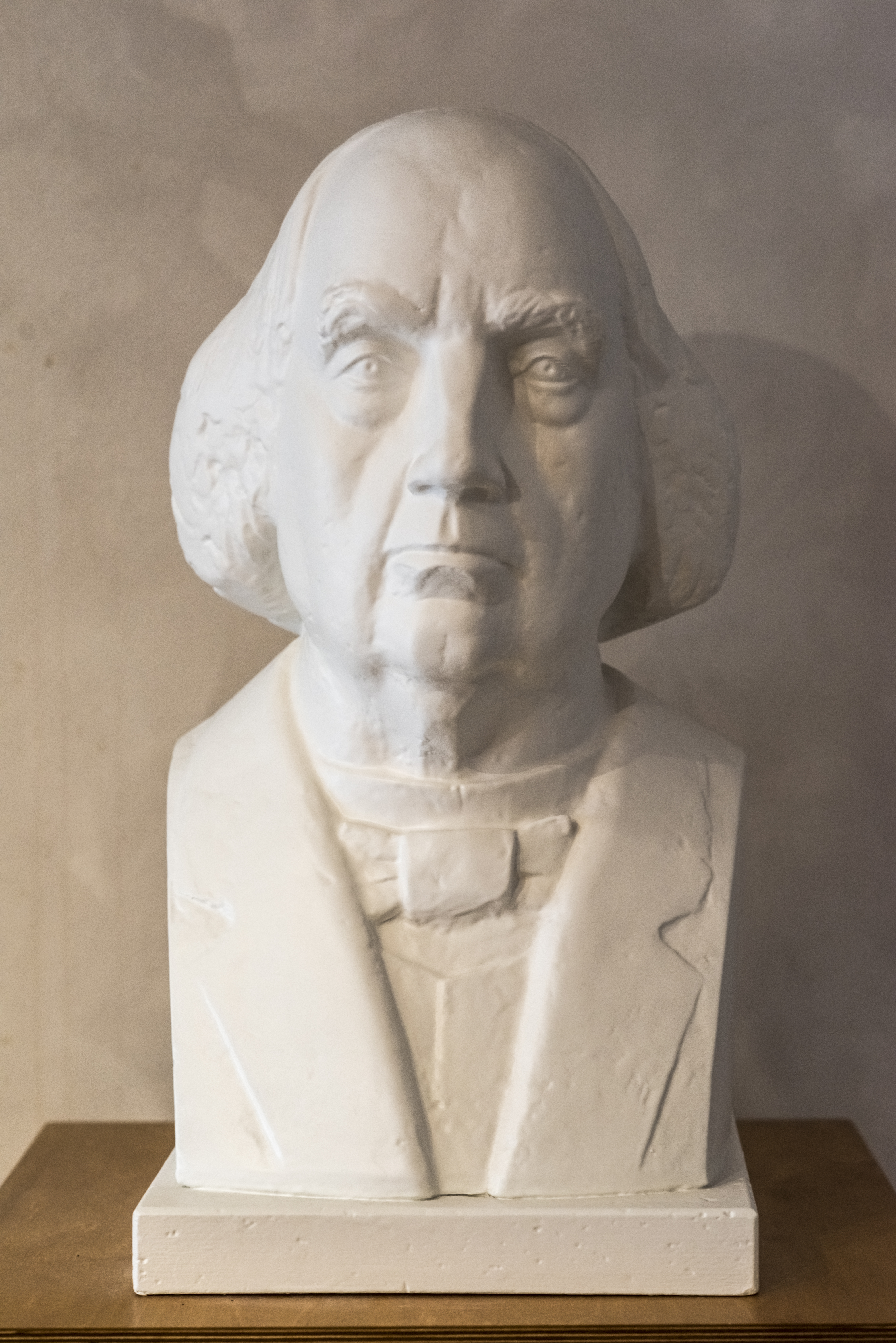
Die Weierstraß-Büste im Erhard Schmidt-Hörsaal des Weierstraß-Instituts

## Geschichte und Vorgängerinstitute
Das Institut ist aus dem „Karl-Weierstraß-Institut für Mathematik“ der ehemaligen Akademie der Wissenschaften der DDR hervorgegangen. Auf Grund einer Empfehlung des Wissenschaftsrats wurde das Institut am 1. Januar 1992 neu gegründet.
Das Institut ist benannt nach dem Berliner Mathematiker Karl Weierstraß (1815–1897), der von 1856 bis zu seinem Tode in Berlin wirkte und sich neben fundamentaler Beiträge zur Theorie komplexer Funktionen auch um die logisch fundierte Aufarbeitung der Analysis verdient gemacht hat.

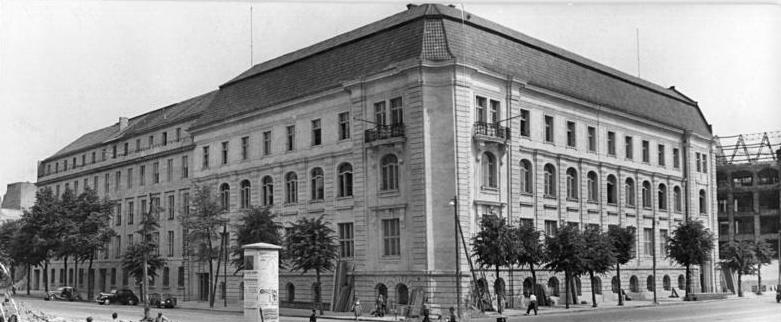
Deutsche Akademie der Wissenschaften, Akademiegebäude in der Jägerstraße, 1950

### Forschungsinstitut für Mathematik (FfM) 1946–1959
1946 wurde die Preußische Akademie der Wissenschaften von der Sowjetischen Militäradministration in Deutschland unter dem Namen Deutsche Akademie der Wissenschaften wiedereröffnet. 1972 wurde diese in Akademie der Wissenschaften der DDR umbenannt. Direkt nach der Wiedereröffnung der Deutschen Akademie der Wissenschaften wurde ebenfalls 1946 unter ihrer Administration das Forschungsinstitut für Mathematik (FfM) gegründet. Bis 1958 war sein Leiter Erhard Schmidt. Bis 1960 befand sich das FfM im Akademiegebäude, Jägerstraße 22.
1947 gründete Erhard Schmidt die Mathematischen Nachrichten als Zeitschrift des Instituts und wurde ihr erster Chefredakteur und Herausgeber. Die Zeitschrift blieb bis 1992 am Institut.
1950 wurde das Institut in zwei Abteilungen unterteilt. Die eine Abteilung Mathematik und Editionen leitete Hermann Ludwig Schmid. Er war bis 1956 Schriftführer und Mitherausgeber der Mathematischen Nachrichten. Er überredete Erhard Schmidt, nach dessen Emeritierung weiter als Direktor am Institut zu bleiben. Die andere Abteilung war die Angewandte Mathematik. Sie wurde von Kurt Schröder geleitet.

### Institut für Angewandte Mathematik und Mechanik (IMM) 1959–1971
1959 wurde das Institut für Angewandte Mathematik und Mechanik (IMM) gegründet. Daneben bestand das Institut für Reine Mathematik im FfM. Direktor des neu gegründeten IMM wurde Kurt Schröder. Das IMM hatte die Abteilungen Rechenzentrum, Gasdynamik, Schiffs- und Hydrodynamik, Nichtlineare Mechanik und Steuerung, Labor für Photoelastik, Spannungsoptik und Festkörpermechanik. 1960 zog das IMM in die Mohrenstraße 39 um. Dort wurde in ihrem Rechenzentrum der Röhrencomputer Ural 1 und der Digitalrechner ZRA 1 installiert. 1967 wurde die Mathematische Physik an das Institut für Astrophysik nach Potsdam ausgelagert.

### Zentralinstitut für Mathematik und Mechanik (ZIMM) 1971–1981
Von 1967 bis 1972 wurde in der DDR die 3. Hochschulreform durchgeführt. Bei diesem Prozess wurden 1971 das Institut für Reine Mathematik des FfM und das Institut für Angewandte Mathematik (IMM) zusammengelegt zum Zentralinstitut für Mathematik und Mechanik (ZIMM). Direktor war zunächst Kurt Schröder und ab 1972 Klaus Matthes. 1972 wurde die Deutsche Akademie der Wissenschaften in Akademie der Wissenschaften der DDR umbenannt.

### Zentralinstitut für Mathematik (ZIM) 1981–1985
1981 wurden die mechanikbezogenen Forschungsgruppen aus dem ZIMM ausgelagert. Aus ihnen entstand das Institut für Mechanik (IMech). Dieses IMech wurde 1986 nach Karl-Marx-Stadt verlagert. Das Institut mit den verbliebenen Forschungsgruppen erhielt den Namen Zentralinstitut für Mathematik (ZIM). Sein Direktor war Klaus Matthes. Im ZIM wurde zu den Bereichen der Reinen und der Angewandten Mathematik geforscht. Als Forschungsgebiete wurden bearbeitet:
- Algebraische Geometrie und Zahlentheorie, Geometrie, Operatortheorie und Mathematische Physik,
- Analysis, Numerische Mathematik,
- Diskrete Mathematik, Algebra, Mathematische Logik,
- Wahrscheinlichkeitstheorie, Mathematische Statistik.

Außerdem gab es ein institutseigenes Rechenzentrum.

### Karl-Weierstraß-Institut für Mathematik (KWI) 1985–1992
1985 wurde das ZIM in Karl-Weierstraß-Institut für Mathematik (KWI) umbenannt.
Der Mathematiker Walter Romberg war Chefredakteur des Zentralblatts für Mathematik und von 1978 bis 1990 Leiter der Abteilung Wissenschaftliche Information, Edition und Bibliothek des KWI. Nach der Wende wurde er 1989 Mitglied der SPD und der DDR-Übergangsregierung. Er unterzeichnete 1990 gemeinsam mit Bundesfinanzminister Theo Waigel den Staatsvertrag zwischen der DDR und der Bundesrepublik Deutschland über die Deutsche Wiedervereinigung. Dieser Einigungsvertrag führte zur Trennung der Akademie von ihren Forschungsinstituten. Die so ihrer eigentlichen wissenschaftlichen Einrichtungen entblößte Akademie ging in die Berlin-Brandenburgische Akademie der Wissenschaften und die Leibniz-Sozietät der Wissenschaften zu Berlin über, beides eher philosophisch-politisch als wissenschaftlich orientierte Einrichtungen. Die abgetrennten Forschungsinstitute wurden teils neu gegründet, teils verschiedenen Universitäten und anderen wissenschaftlichen Einrichtungen angeschlossen. Die abgetrennten Forschungsinstitute gingen zunächst in die Zuständigkeit der Länder über.
Bei der Vertrauensabstimmung am KWI über die Institutsleitung im Jahr 1990 blieb Klaus Matthes Direktor. Herbert Gajewski löste Heinz Ahrens als Stellvertreter ab.
1991 wurde das KWI evaluiert. Es wurde eine Neugründung empfohlen.

### Institut für Angewandte Analysis und Stochastik (IAAS) 1992–1994
1992 wurde aus Teilen des ehemaligen KWIs das Institut für Angewandte Analysis und Stochastik (IAAS) gegründet. Es war nun wissenschaftlich selbständiger Teil des Forschungsverbundes Berlin. Leiter des Gründungskomitees war Karl-Heinz Hoffmann. Das IAAS wurde bis 1993 kommissarisch von Herbert Gajewski geleitet. 1993 übernahm Jürgen Sprekels die kommissarische Leitung des Institutes.

### Weierstraß-Institut für Angewandte Analysis und Stochastik (WIAS) ab 1994
1994 wurde das IAAS in Weierstraß-Institut für Angewandte Analysis und Stochastik (WIAS) umbenannt. Direktor des Institutes war von 1994 bis 2015 Jürgen Sprekels.
Das Institut beherbergte ab 1994 die Geschäftsstelle der Deutschen Mathematiker-Vereinigung (DMV). 1997 wurde das Institut vom Wissenschaftsrat evaluiert. 1998 war es Mitorganisator des Internationalen Mathematikerkongresses in Berlin. 2002 starteten die Technische Universität Berlin, die Freie Universität Berlin, die Humboldt-Universität zu Berlin, das Zuse-Institut Berlin (ZIB) und das WIAS gemeinsam das Forschungszentrum der Deutschen Forschungsgemeinschaft Matheon. 2003, 2010 und 2017 wurde das WIAS durch den Senat der Leibniz-Gemeinschaft evaluiert. 2008 erhielt das WIAS als Teil des KRISTMAG-Konsortiums den Innovationspreis Berlin-Brandenburg. 2011 eröffnete die Internationale Mathematische Union (IMU) ein ständiges Sekretariat am WIAS.
2012 wurde das WIAS durch Büroräume im Gebäude Hausvogteiplatz 11a erweitert. 2014 startete das Einstein-Zentrum für Mathematik (ECMath) mit Partnern in Berlin. 2015 fungierten Wolfgang König und Alexander Mielke als bevollmächtigte Vertreter des Direktors des WIAS. Seit 2016 hat Michael Hintermüller die Leitung des WIAS inne. 2019 startete das Exzellenzcluster MATH+ im Rahmen der Exzellenzstrategie des Bundes.

## Aufgaben
Die Aufgabe des WIAS besteht in der Durchführung projektorientierter Forschung in Angewandter Mathematik, insbesondere in Angewandter Analysis und Angewandter Stochastik. Die Forschungstätigkeit orientiert sich an konkreten Anwendungssituationen und wird durch Kooperationen mit wissenschaftlichen Institutionen und der Wirtschaft bestätigt. Sie umfasst das gesamte Spektrum der Problemlösung von der mathematischen Modellierung über die mathematisch-theoretische Analyse der Modelle bis hin zur Entwicklung von Algorithmen und zur numerischen Simulation technologischer Prozesse.
Die Forschungen konzentrieren sich auf folgende Schwerpunktthemen:
- Nano- und Optoelektronik,
- Optimierung und Steuerung in Technik und Wirtschaft,
- Materialmodellierung,
- Strömung- und Transport,
- Energie: Technologie, Märkte, Netzwerke
- Quantitative Biomedizin.

Innerhalb der Schwerpunktthemen werden Fragestellungen untersucht, die für die Fortentwicklung von Schlüsseltechnologien (z. B. Materialwissenschaften, Fertigungstechnik, Medizintechnik) sowie für Anwendungen in der Wirtschaft (z. B. Finanzwesen oder Energiemärkte) zentrale Bedeutung haben.

## Kooperationen
Das WIAS kooperiert eng mit universitären und außeruniversitären Einrichtungen und ist in zahlreiche gemeinsame Forschungsprojekte eingebunden, für die zusätzliche Mittel im Rahmen von Wettbewerbsverfahren (bspw. der Deutschen Forschungsgemeinschaft oder der Europäischen Kommission) eingeworben werden.
Intensive Beziehungen werden mit den drei Berliner Universitäten – Humboldt-Universität, Technische Universität und Freie Universität – über Kooperationsverträge und sechs auf deren Grundlage durchgeführten gemeinsamen Berufungen gepflegt.
Innerhalb der Leibniz-Gemeinschaft koordiniert das WIAS das Leibniz-Forschungsnetzwerk „Mathematische Modellierung und Simulation“ (MMS), an dem circa 35 Leibniz-Institute beteiligt sind.

## Infrastruktur
Der Gesamtetat des Instituts lag im Jahr 2015 bei 12,9 Millionen Euro, davon wurden rund 9,5 Millionen Euro im Rahmen der Grundfinanzierung je zur Hälfte vom Bund und von den Ländern getragen. Im Institut arbeiten etwa 150 Personen.

## Leiter des WIAS und seiner Vorgängerinstitute
Direktoren, kommissarische Leiter und bevollmächtigte Vertreter des Direktors in chronologischer Reihenfolge:
- FfM, 1946–1958: Erhard Schmidt, Direktor
- FfM, Abteilung Mathematik und Editionen, 1950–1956: Hermann Ludwig Schmid, Abteilungsleiter und Schriftführer
- FfM, Abteilung Angewandte Mathematik, 1950–1959: Kurt Schröder, Abteilungsleiter
- IMM, 1959–1971: Kurt Schröder, Direktor
- ZIMM, 1971–1972: Kurt Schröder, Direktor
- ZIMM, 1972–1981: Klaus Matthes, Direktor
- ZIM, 1981–1985: Klaus Matthes, Direktor
- KWI, 1985–1992: Klaus Matthes, Direktor
- IAAS, 1992–1993: Herbert Gajewski, kommissarischer Leiter
- IAAS, 1993: Jürgen Sprekels, kommissarischer Leiter
- WIAS, 1994–2015: Jürgen Sprekels, Direktor
- WIAS, 2015: Wolfgang König und Alexander Mielke, bevollmächtigte Vertreter des Direktors
- WIAS, seit 2016: Michael Hintermüller, Direktor